# Zagyvarékas
Zagyvarékas je obec v Maďarsku v župě Jász-Nagykun-Szolnok v okrese Szolnok.
Má rozlohu 31,71 km² a v roce 2013 zde žilo 3441 obyvatel.

## Historie
Archeologické nálezy ukazují, že je oblast osídlená od eneolitu. Našly se mimo jiné také doklady, že v místech dnešního Zagyvarékasu žili Sarmatů a v době stěhování národů také Avarů. Byly zde také objeveny artefakty z období záboru země starými Maďary.
První písemné zmínky, které zmiňují obec, pocházejí z roku 1347.
Zdejší obyvatelé se v letech 1848–1849 zúčastnili Maďarské revoluce. Během první světové války odešlo na frontu 900 místních, 170 jich padlo v bojích. Za druhé světové války osvobodila obec 7. gardová a 6. gardová tanková armáda z 2. ukrajinského frontu Rudé armády, stalo se tak 4. listopadu 1944.

## Populace
V roce 2001 tvořili obyvatelstvo z 97% Maďaři a ze 3% Romové.